# Циркус Максимус
Циркус Максимус је била највећа грађевина у древном Риму, смештена у долини између брежуљака Палатине и Авентине. У њему су одржаване трке двоколица, али и гладијаторске борбе. Циркус Максимус је изграђен у време владавине петог римског краља Тарквинија I и првобитно је служио за одржавање такмичења, игара и фестивала. На почетку је имао дрвене трибине. Гај Јулије Цезар га је проширио негде око 50. п. н. е., када је стаза за трке биле негде око 600m дуга и негде око 225m широка, а Тит га је затворио луковима. Трајан је касније доградио још 500 места и проширио ложу императора како би била видљивија за гледаоце. 
Најважнији догађај који су одржавани у Циркусу су трке двоколица. На стазе је могло стати дванаест двоколица, а стазе су биле подељене по дужини једна од друге с два египатска обелиска, званих спина. Почетак стазе или старт се називао царцерес, а место окретаја мета. Двоколице су возиле у супротном правцу казаљке на сату, у правилу седам пута. Најопасније место, али и место одлуке трке, је био окрет око тих спина, јер су завоји били врло оштри. Због тога су возачи упрезали својег најбољег коња на унуташњу страну стазе. 
Гледаоци су гледали трке са обронака оближњих брегова Палатин и Авентин. Обронци су били подешени у 1. веку п. н. е. да могу да приме око 150.000 гледалаца. У 1. веку н. е. обронци су опет подешени да приме између 250 и 300.000 гледалаца. Стадион је још двапут био адаптиран у 3. и 4. веку н. е. са проширивањем стазе за трке са више од 4 запреге. Касније сви стадиони који су омогућавали трке за више од 4 запреге су названи хиподроми. Задња трка на Циркус Максимусу је одржана 549. н. е.
Данас је Циркус Максимус травната површина, на којој се још могу препознати спине. Папа Сикст V је у 16. веку преместио обелиск на трг Пиаза дел Пополо у Риму. На завоју, иза којег почиње Виа Апиа, постоје неке оскудне археолошке ископине.